# Archäomalakologie
Archäomalakologie ist ein Zweig der Archäozoologie, der sich mit den bei archäologischen Grabungen gefundenen Resten von Weichtieren (Schnecken und Muscheln) befasst. Die Weichtiere wurden von den Menschen als Nahrungsmittel genutzt, ihre Schalen dienten als Werkstoff oder als Schmuckstücke.
Insofern steht die Archäomalakologie an der Schnittstelle von Archäologie und Malakologie.
Die Nutzung von Weichtieren durch den Menschen ist bis in das mittlere Paläolithikum durch Funde belegt. Da Weichtierschalen sich gut erhalten, erlangten sie eine große Bedeutung für verschiedene Aspekte der materiellen Kultur, wo sie als 
- Werkstoff,
- Färbemittel,
- Material für Schmuckstücke,
- Tauschgegenstand und
- Grabbeigabe

vielfach Verwendung fanden.
Zudem kann über die Untersuchung des Verbreitungsgebietes einzelner Weichtierarten in Relation zu den Fundorten der Schalen auf Handelsbeziehungen bzw. kulturelle Verbindungen geschlossen werden, z. B. bei Funden von Gegenständen, bei denen die Schalen der Lazarusklapper (Spondylus gaederopus) verarbeitet wurden. 
Vom Vorkommen von Weichtierresten kann auf das Paläoklima und in Zusammenhang mit Siedlungs- und Lagerresten eventuell auf die Jahreszeit der Nutzung geschlossen werden.